# 許昱華
許 昱華（きょ いくか、簡体字:许昱华、拼音: Xǔ Yùhua、1976年10月29日 - ）は、浙江省金華市出身の中国人のチェスグランドマスターで2006年から2008年の女子世界チャンピオンである。謝軍、諸宸に次いで3人目の中国人世界王者となった。法学部卒業。
2006年3月25日、彼女はロシアのエカテリンブルクで開催された世界女子チェス選手権に出場し、4回戦制の決勝3試合目でロシアのアリサ・ガリアモワを2.5ポイントで破り、優勝した。このトーナメントには64人が参加し、その中には前チャンピオンの諸宸や、圧倒的な強さを誇っていたブルガリアのアントアネタ・ステファノヴァも参加していた。彼女はこの時、妊娠3ヶ月だった。彼女はこの選手権で優勝して、中国人として22人目のグランドマスターとなった。
許は、南京市で2009年9月から10月に開催された第2回FIDE Women Grand Prixでも優勝した。
普段は中国チェスリーグの浙江省チェスクラブでプレーしている。

## 主なタイトル
主な獲得タイトル
- Zonal tournament (1993, 2001)
- World Cup (2000, 2002)
- World team Olympiad (2000, 2002, 2004)
- Women's World Chess Championship (2006?2008)